# Спас
Спас (на македонска литературна норма: Спас; на албански: Spasi) е село в Северна Македония, в община Дебър.

## География
Селото е разположено в областта Горни Дебър в Дебърското поле.

## История
Селото носи името си по стара православна църква „Свети Спас“.
В XIX век Спас е албанско село в Дебърска каза на Османската империя. В „Етнография на вилаетите Адрианопол, Монастир и Салоника“, издадена в Константинопол в 1878 година и отразяваща статистиката на населението от 1873 година, Спас (Spasse) е посочено като село с 18 домакинства, като жителите му са 30 албанци мюсюлмани.
Според статистиката на Васил Кънчов („Македония. Етнография и статистика“) в 1900 година Спас има 180 жители арнаути мохамедани.
На Етнографската карта на Битолския вилает на Картографския институт в София от 1901 година Спас е чисто албанско село в Дебърската каза на Дебърския санджак с 32 къщи.
В 1915 година, по време на Първата световна война, селото е анексирано от Царство България. Към 1 март 1916 година Спасъ е част от Решанската община на българската Дебърска околия.
Според преброяването от 2002 година селото има 32 жители албанци.
| Националност | Всичко |
| македонци    | 0      |
| албанци      | 32     |
| турци        | 0      |
| роми         | 0      |
| власи        | 0      |
| сърби        | 0      |
| бошняци      | 0      |
| други        | 0      |